# CCC
A CCC a spanyolországi bankszámlaszámok spanyol nevének, Código Cuenta Cliente-nek a rövidítése. Ezt a kódot egész Spanyolországban használják a bankok és takarékpénztárak ügyfeleik számláinak azonosítása céljából. A CCC húsz számjegyből áll, melyek egy adott struktúra alapján kerülnek összeállításra.
Az általános alak: IIII FFFF EE NNNNNNNNNN
- IIII – a pénzügyi intézmény négyjegyű azonosító száma, melyet a Banco de España ad az intézménynek. Például: la Caixa: 2100
- FFFF – a számlavezető fiók négyjegyű azonosítója. Például: Plaza Nueva, Sevilla: 2587
- EE – egy két számjegyből álló ellenőrző kód, melyet bizonyos szabályok szerint számítanak ki.
- NNNNNNNNNN – a számla tíz számjegyből álló azonosítója, azaz a számlaszám.

## Ellenőrző számjegyek
A kétjegyű ellenőrző számjegy első jegye az intézmény azonosítót ellenőrzi, a második jegye pedig magát a tízjegyű számlaszámot. Ezeknek a kiszámítása a következő algoritmussal történik:
A kódszám minden egyes számjegyét meg kell szorozni egy bizonyos együtthatóval, mely a számjegy kódban elfoglalt helyétől függ. Ezek a helyzeti együtthatók, balról jobbra, a következők: 1, 2, 4, 8, 5, 10, 9, 7, 3, 6.
Ezt követően a tíz szorzat összegét 11-gyel elosztva az osztás maradékát ki kell vonni 11-ből, és ez lesz az ellenőrző számjegy. Tehát például ha a szorzatok összegének osztása után a maradék 10, akkor az ellenőrző jegy 1, ha pedig a maradék 11, akkor az ellenőrző jegy 0.
Az intézmény azonosító és fiók azonosító ellenőrzése egy lépésben történik, mégpedig úgy, hogy mivel a két azonosító csak nyolc számjegyből áll, így a sorozatot két 0-val kell kezdeni. Általános alakban tehát az ellenőrzendő számjegyek: 00 IIII FFFF.

## IBAN
A CCC-t egyre inkább kezdi kiegészíteni, illetve felváltani az IBAN, azaz a nemzetközi bankszámlaszám. Ennek a számnak része lesz a CCC.
Általános alakja spanyol bankszámlaszámoknál: ESXX IIII FFFF EENN NNNN NNNN, ahol:
- ES: Spanyolország ISO 3166-1 alpha-2 kódja
- XX: az IBAN két ellenőrző számjegye

A többi a CCC többi számjegye, a korábban leírt struktúra alapján.